# Convent de Sant Antoni de Pàdua de Torà
El Convent de Sant Antoni fou un convent franciscà a la vila de Torà, a la comarca del Solsonès. És un monument protegit i inventariat dins l'Inventari del Patrimoni Arquitectònic de Catalunya.
Aquest edifici ha sofert moltes transformacions al llarg dels temps. Actualment se'n conserva només una part, en la qual hi ha l'església i altres dependències que s'han usat com a habitatges o casa de cultura.
A ponent de la façana sud presenta l'accés principal a l'església del monestir. S'accedeix a l'església per una portada dovellada damunt la qual hi ha un plafó amb uns relleus i una fornícula buida amb peanya; just al damunt trobem una finestra quadrangular amb les arestes tallades. La capçalera de l'església és resolt amb un moviment ondulant amb la part emergent al centre, coronat amb una creu, i dues borles de pedra a banda i banda. La resta de la façana presenta dues portes d'accés senzilles a la planta baixa i un portal amb llinda que data del "1697". Al primer pis trobem cinc finestres rectangulars i dues portes balconeres amb barana de forja. La planta següent presenta una galeria amb finestres d'arc de mig punt i a l'extrem S una porta balconera amb reixa de forja. La façana de darrere presenta un pati centralitzat per un pou i una galeria constituïda per set trams de volta de creueria. Els arcs que miren cap al pati són de mig punt. Les obertures d'aquesta façana són modernes i presenten diferents mides.

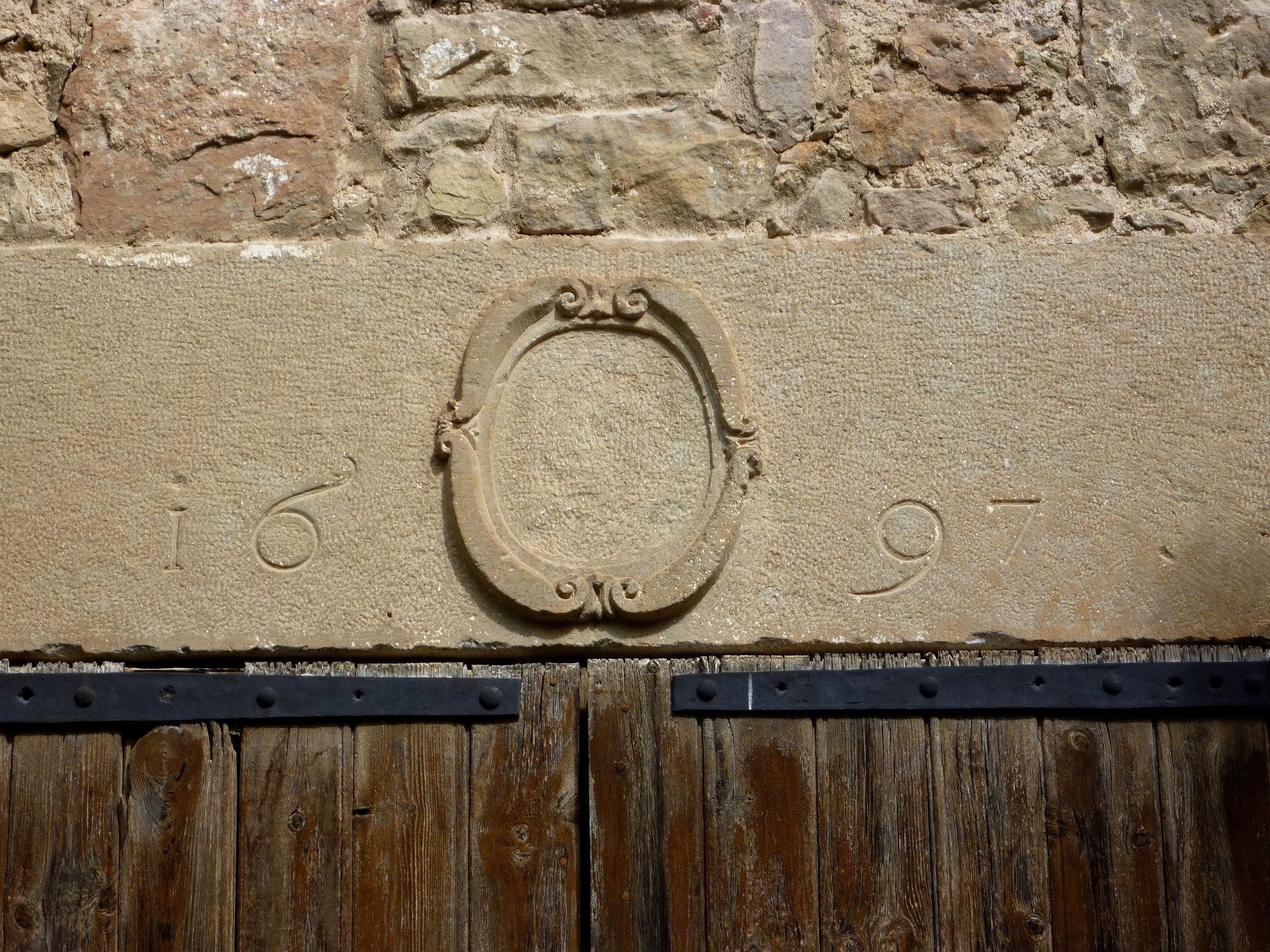
Llinda a la porta d'entrada
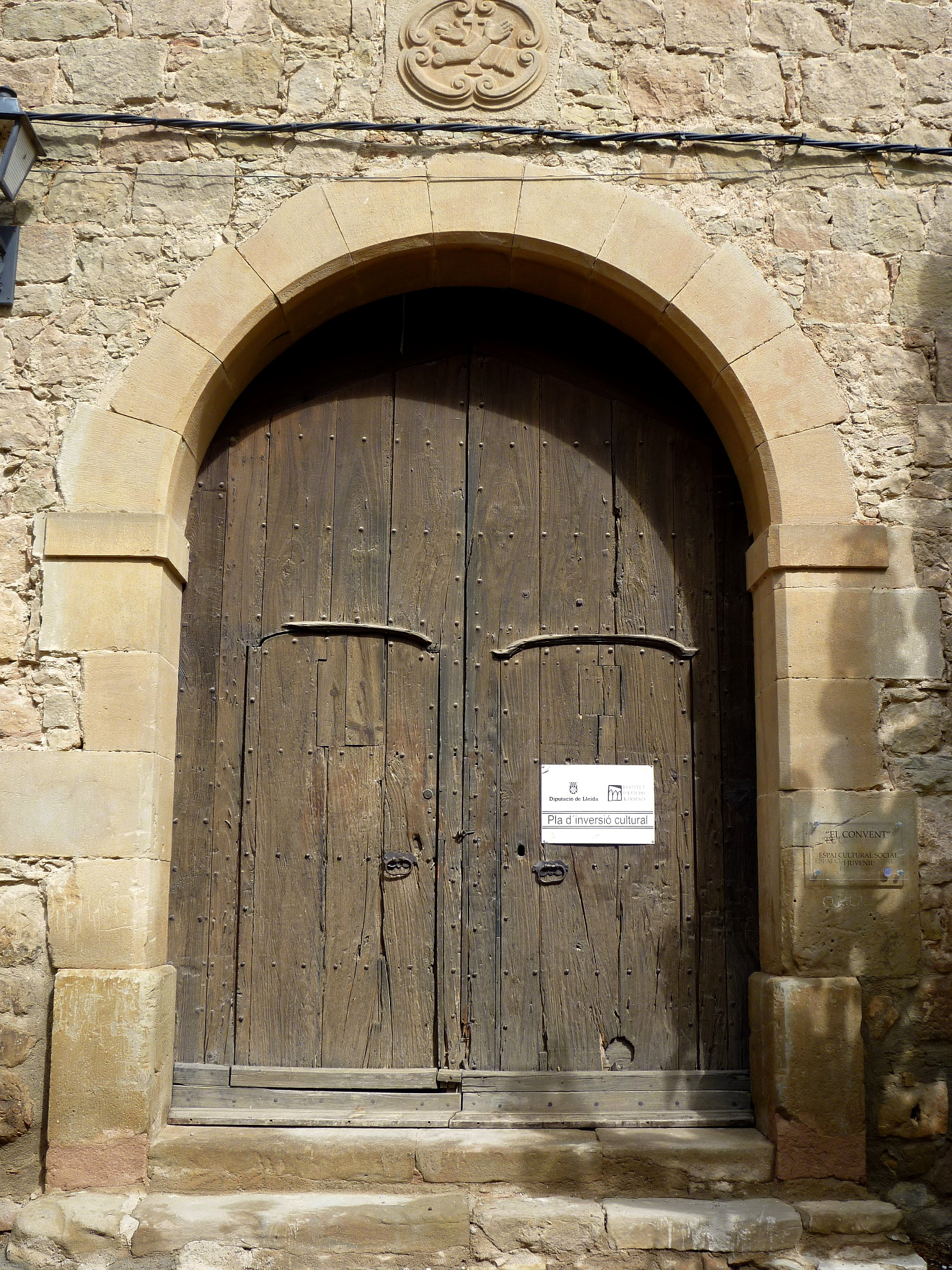
Portada de l'església
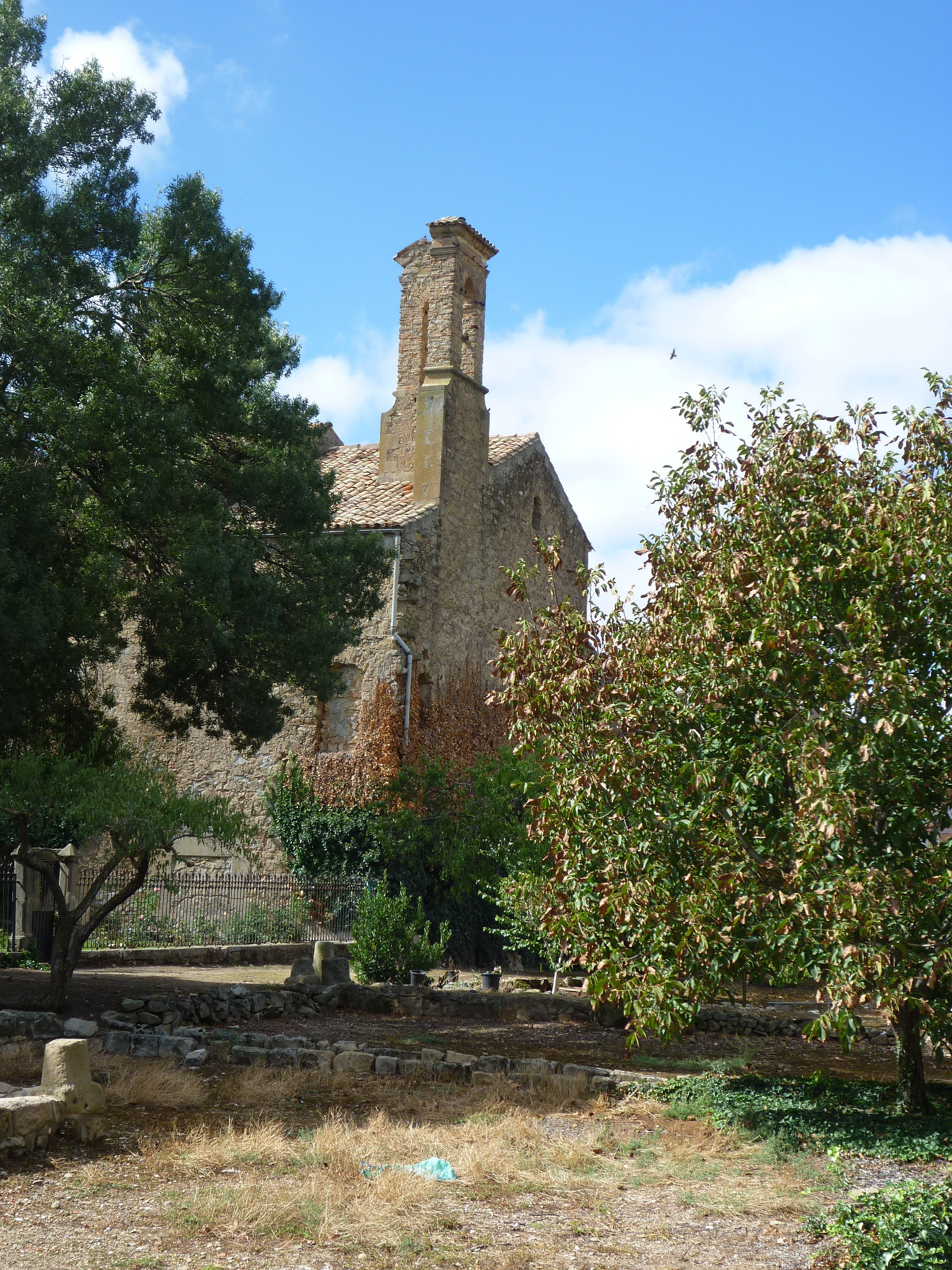
Campanar
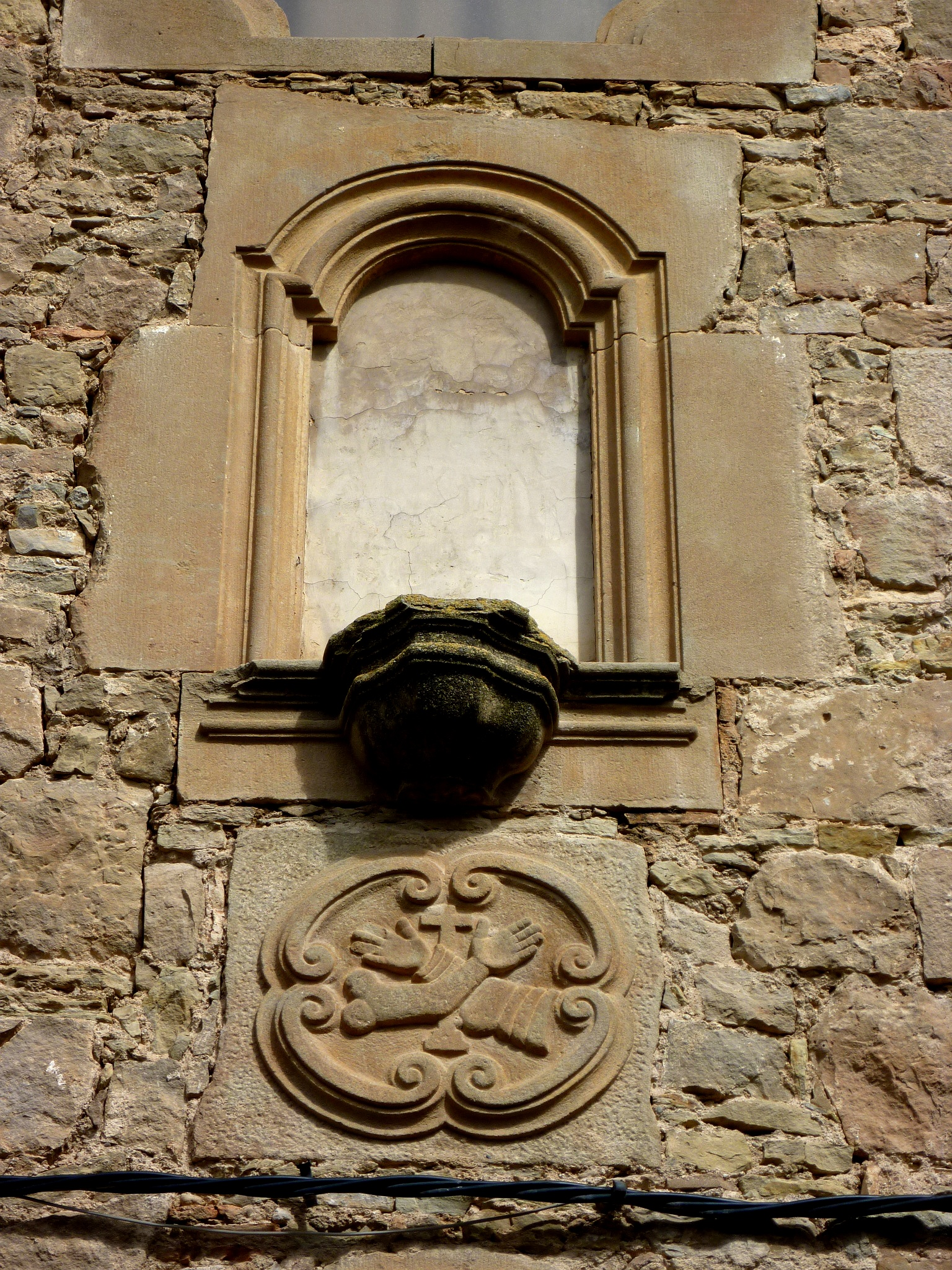
plafó i fornícula